# VV Gelrode
VV Gelrode was een Belgische voetbalclub uit Gelrode, Aarschot en voetbalde in zijn laatste seizoen (2014/15) in de 4e provinciale van Vlaams-Brabant. De club werd opgericht in 1972 als VK Gelrode en was aangesloten bij de KBVB met het stamnummer 9312. De ploeg voetbalde op het terrein gelegen aan de Leuvensesteenweg in Gelrode, ze speelden echter nooit hoger dan de 4de provinciale.

## Geschiedenis
De club werd in 1972 opgericht als VK Gelrode en was aangesloten bij de KBVB met het stamnummer 9312. Het pas aangelegde terrein aan de Leuvensesteenweg in Gelrode werd meteen in gebruik genomen om wedstrijden op te spelen. Tijdens het seizoen 1991/92 moest VK Gelrode uitwijken naar een ander terrein omdat hun accommodatie niet meer voldeed aan de strengere normen. Een paar jaar later keerde de ploeg terug naar het veld aan de Leuvensesteenweg. Nadat de ploeg ermee ophield werd het oude stadion gebruikt als speelgrond voor kinderen en kon nog afgehuurd worden voor familiefeesten.

## 4de provinciale
De eerste ploeg kwam echter nooit verder dan de laagste provinciale. Ze dreigde in 2004 zelfs de slechtste ploeg van het land te worden, zonder enig punt stond de ploeg laatste in het seizoen 2003/04. Met enorme verliespartijen zag het er niet goed uit voor de club uit Gelrode. De ploeg had in de 21e eeuw geen enkel goed seizoen gespeeld.

## Het einde[1]
In januari 2015 zat de ploeg met toenmalig trainer Patrick Van Roosbroeck samen om de toekomst van VV Gelrode. Peter Lembrechts en Davy Verbist waren de twee spelers die alles rechthielden en zij meldden dat ze met nieuwjaar ermee gingen stoppen dus kon de jonge ploeg niet meer verder. Het stamnummer 9312 werd dan ook geschrapt bij de KBVB.

## Trivia[2]
Op zondag 14 november 2004 kwam Bart Peeters met zijn programma 'Geen zorgen tot paniek' naar Gelrode om de wedstrijd tussen VV Gelrode en FC Zichem bij te wonen. Ze wilden iets doen aan de slechte resultaten van de club. Ook streek het programma 'De Rode Loper' met Ann Van Elsen neer op het veld aan de Leuvensesteenweg in Gelrode. Carl Huybrechts was met Gilles Van Binst en Bob Peeters van de partij om in ware UEFA Champions League stijl de wedstrijd te commentariëren. Ook de plaatselijke inwoners deden hun best. De pastoor Peeters heeft de ploeg vooraf gezegend en de plaatselijke fanfare zorgde voor de muzikale ondersteuning en de leerlingen van de lagere school lieten zich evenmin onbetuigd. De supporters en verenigingen zorgden met spandoeken en aanmoedigen voor de nodige sfeer. De bedoeling van dit hele gebeuren was om er extra inkomsten aan over te houden.
1. ↑  Toekomst Gelrode is hoogst onzeker. Het Nieuwsblad. Geraadpleegd op 1 juni 2020.
2. ↑  Op zoek naar winst met de zegen van de pastoor en de hele bevolking. Het Nieuwsblad. Geraadpleegd op 1 juni 2020.